# Nicola Ascoli
Nicola Ascoli (n. 11 septembrie 1979, Vibo Valentia, Italia) este un fotbalist liber de contract.